# Карп, Мария Поэлевна
Мари́я Поэ́левна Карп (англ. Masha Karp; род. 3 сентября 1956, Ленинград, СССР) — журналистка, переводчица стихов и прозы с английского и немецкого, автор биографии Джорджа Оруэлла и исследовательница его творчества.

## Биография
М. П. Карп родилась в 1956 году в Ленинграде. Отец Поэль Карп — балетовед, брат Александр Карп — автор трудов по преподаванию математики. Окончила факультет иностранных языков ЛГПИ им. А. И. Герцена.
Начала печататься в 1983 году. Переводила английскую и немецкую поэзию и прозу. В переводах М. Карп опубликованы: Дилан Томас, У. Х. Оден, Элизабет Дженнингс, Николаус Ленау, Вирджиния Вулф, Джордж Оруэлл, Элис Манро, Андреас Грифиус, Людвиг Рубинер, Редьярд Киплинг и др.
С 1991 по 2009 год Карп работала на Всемирной службе Би-би-си в Лондоне: в 1991—1997 годах — продюсером, 1997—2009 — редактором отдела тематических передач Русской службы Би-би-си, знакомила русских читателей с западной литературой переводами, радиопередачами и статьями.
На радио Мария Карп вела регулярные передачи: «Книжная лавка» (1991—2008, о новинках английской и американской литературы) и «Словарик английской жизни» (1992—1998, о новых английских словах), а также делала отдельные передачи об английских писателях (Агате Кристи, Олдосе Хаксли, Айрис Мердок, Малькольме Бредбери и др.). В радиопостановках Русской службы Би-би-си звучали переведённые ею пьесы: «В Молочной чаще» Дилана Томаса (2004) и «Шторм в океане» Тома Стоппарда (2008).
Одновременно она знакомила и англоязычных читателей периодики с русской культурой с постоянной темой — связи Россия — Запад. Этому посвящены её радиопередачи: «Товарищ князь» (о Д. Мирском, 1990); «Котелянский — русский переводчик группы Блумсбери» (1993); «Иосиф Бродский и запад» (1996); «Набоковские перекрестки» (1999); «Родственники за границей. Переписка Бориса Пастернака» (2000) и статьи в «Иностранной литературе» и британских «The Independent», «Standpoint», «The Spectator», «Open Democracy» и др.
С 1993 года Карп — член Союза писателей Санкт-Петербурга, а с 2005 — Гильдии «Мастера литературного перевода». Председатель лондонского Пушкинского клуба, редактор журнала британского Оруэлловского общества и член его правления.
Мария Карп — лауреат премии «Иностранной литературы» (1991) и Международной Профессиональной Премии Попова в области Русскоязычного Радиовещания за передачу «В защиту свободы» (2001), финалист АБС-премии фонда А. и Б. Стругацких в номинации «Критика и публицистика»  (2017).

## Работы о Джордже Оруэлле
Особое место в работе Марии Карп занимает жизнь и творчество Джорджа Оруэлла, вылившееся в капитальную биографию писателя:
- Джордж Оруэлл. Биография. — Санкт-Петербург: Вита Нова, 2017. — 608 с. — ISBN 978-5-93898-642-8.

Среди её работ об Оруэлле:
- Послесловие // Джордж Оруэлл Скотское хозяйство. — Санкт-Петербург: «Азбука-классика», 2001.
- Оруэлл в Испании // Иностранная литература. — 2012. — № 12.
- Джордж Оруэлл и Жорж Копп. Ответ Александру Янгалову // Иностранная литература. — 2013. — № 9.
- Толстой, Иван. Оруэлл всегда живой. Интервью Ивану Толстому. Радио Свобода (22 декабря 2017). Дата обращения: 2 января 2025. Архивировано 29 ноября 2018 года.
- Социализм Джорджа Оруэлла: очарования и разочарования. Интервью Александру Кану. BBC News Русская служба. Русская служба Би-би-си. Январь 2018. Дата обращения: 30 ноября 2018. Архивировано 29 ноября 2018 года.
- Джордж Оруэлл и Россия = George Orwell and Russia. — 1. — Лондон: Bloomsbury Publishing, 2023. — 312 с. — ISBN 9781788317139.

Историческое исследование «George Orwell and Russia» высоко оценено Литературным приложением «Таймс», «Forbes», «The Boston Globe» и др., оно рекомендовано библиотекой Нью-Йоркского университета и обществом Оруэлла. Британский посол в Москве во время распада СССР Р. Брейтвейт выразил несогласие с анализом причин текущей ситуации, а постоянный представитель Канады в ООН Боб Рэй, наоборот, назвал книгу «блестящей». Проф. Дж. Ньюзингер в журнале «International Socialism» объявил «George Orwell and Russia» «самым важным исследованием по Оруэллу за последние двадцать пять лет», прояснившим, как Оруэлл понял, что в СССР не социализм, а государственный капитализм. Аналогично у лейбориста Глина Форда: Оруэлл защищал социализм, разоблачая советский миф, а ложные друзья исказили Оруэлла в первых переводах.

## Избранные статьи
- О журналах «Encounter» и «Survey» // Всемирное слово. — 2001. — № 14. — С. 150-153. — ISSN 0869-3560.
- The Cold War and its Discontents (англ.) // The Common Review[англ.]. — Chicago, IL : Great Books Foundation, 2002.
- Лондон: Вокруг Букера // Иностранная литература. — 2004. — № 3.
- На лондонской сцене // Иностранная литература. — 2004. — № 5.
- По другую сторону // Иностранная литература. — 2005. — № 8.
- Исследование импульсов // Иностранная литература. — 2006. — № 11.
- Far away from Moscow (англ.) // OpenDemocracy. — 2009. — 25 августа.
- Arthur Koestler: 20th century man (англ.) // OpenDemocracy. — 2010. — 16 марта.
- Living Souls, By Dmitry Bykov, trans. Cathy Porter. Reviewed by Masha Karp (англ.) // The Independent. — 2010. — 2 июля.
- Doctor Zhivago, By Boris Pasternak, trans. Richard Pevear and Larissa Volokhonsky. Reviewed by Masha Karp (англ.) // The Independent. — 2010. — 12 декабря.
- Forbidden art: an oasis in the desert (англ.) // OpenDemocracy. — 2011. — 21 июня.
- Marina Goldovskaya: documenting modern Russia (англ.) // OpenDemocracy. — 2013. — 19 февраля.
- A wit wooed by Rasputin. Masha Karp enjoys the writings of a satirist shaken by the Red terror (англ.) // The World Today. — 2016.
- Found and Lost (англ.) // The Orwell society. — 2022. — 5 February.

## Избранные переводы
- Сэмюэл Тейлор Кольридж. Избранные труды. Гений и общественный вкус / Перевод с англ. М.П.Карп. — М.: Искусство, 1987. — С. 208-213. — 350 с. — (История эстетики в памятниках и документах). — ISBN 978-5-0000-0000-0.
- Вирджиния Вулф. Комната Джейкоба = Jacob's Room / пер. с англ. М. П. Карп. — М.: журнал «Иностранная литература», 1991-№9.
- Смит Горацио, Смит Джеймс. Отвергнутые послания / М.П.Карп в составе коллектива переводчиков. — СПб.: Наука, 1995. — 360 с. — (Литературные памятники). — ISBN 5-02-028067-4.
- Николаус Ленау. Дон Жуан. Поэма. // Антология «Миф о Дон Жуане») = Don Juan / пер. с нем. М. П. Карп. — СПб.: Corvus, Terra Fantastica, 2000. — С. 369-409. — (Библиотека мировой литературы («Корвус»)). — ISBN 5-7921-0325-9.
- Джордж Оруэлл. Скотское хозяйство = Animal Farm / пер. с англ. М. П. Карп. — 1-е изд. — СПб.: Азбука-классика, 2001. — 10 000 экз.
- Вирджиния Вулф. Комната Джейкоба = Jacob's Room / пер. с англ. М. П. Карп. — 1-е изд. — СПб.: Азбука-классика, 2004. — 224 с. — 10 000 экз. — ISBN 5-352-00814-2.
- Вирджиния Вулф. Комната Джейкоба в сборнике под общим заглавием «На маяк» = Jacob's Room / пер. с англ. М. П. Карп. — 2-е изд. — СПб.: Азбука-классика, 2004. — 704 с. — 5000 экз. — ISBN 5-352-01046-5.
- Джордж Оруэлл. Избранное. Пер. c англ. Скотское хозяйство = Animal Farm / пер. М. П. Карп. — 2-е изд. — СПб.: Азбука-классика, 2004. — 4000 экз. — ISBN 5-352-00954-8.
- Джордж Оруэлл. Скотское хозяйство = Animal Farm / пер. с англ. М. П. Карп. — 3-е изд. — СПб.: Азбука-классика, 2005. — ISBN 5-352-00043-5.
- Элис Манро. Жребий / пер. с англ. М. П. Карп. — М.: журнал «Иностранная литература», 2006-№11. — С. 143—166.
- Вирджиния Вулф. Комната Джейкоба = Jacob's Room / пер. с англ. М. П. Карп. — 3-е изд. — СПб.: Азбука-классика, 2012. — 224 с. — 3000 экз. — ISBN 5-7921-0325-9.